# Abellerol irisat
L'abellerol irisat (Merops ornatus), és un ocell de la família dels meròpids (Meropidae) molt semblant a l'abellerol comú d'Europa.

## Morfologia
Fan 19–24 cm de llargària, incloent-hi les llargues plomes centrals de la cua. Aspecte típic d'abellerol. Cara dorsal de les ales i part superior del dors verd brillant, mentre que la gropa i la part inferior de l'esquena és blava. Cara inferior de les ales i les remeres primàries de color vermellós, amb les puntes negres. Cua, de negra a morada, amb dues plomes centrals llargues, més en el cas dels mascles. Capell, coll i part superior del pit, de color groc clar. Ratlla negra a través de l'ull i sota aquesta una ratlla blava. Taca negra al pit.

## Hàbitat i distribució
Viu en terrenys oberts, manglars i boscos, especialment prop de l'aigua d'Austràlia continental. A l'hivern austral, la població del sud migra cap al nord, a Nova Guinea, Salomó, Sulawesi i les illes menors de la Sonda.

## Ecologia
Com altres abellerols, són aus molt socials. Fora d'època de cria, dormen junts en grans grups en matolls espessos o grans arbres. Mengen sobretot insectes voladors, amb predilecció per les abelles. Cacen des d'una talaia, on tornen amb la presa per treure-li el fibló amb el sac de verí. Pot menjar centenars d'abelles en un dia. També mengen vespes i altres insectes. La temporada de cria, al nord, és abans i després de la temporada de pluges, mentre que al sud va de novembre fins a gener. Sembla que les parelles s'associen per vida. La femella excava el cau per al niu mentre el mascle li porta l'aliment. La femella pon 3-7 ous blanc brillant, que cova durant 24 dies. Els joves romanen al niu uns 30 dies i són alimentats per ambdós pares, i encara per individus que no s'han aparellat o han perdut la parella.